# Каммингс, Джим
Джеймс Джона (Джим) Каммингс (англ. James Jonah «Jim» Cummings; род. 3 ноября 1952 года, Янгстаун, Огайо, США) — американский актёр озвучивания, фильмография которого включает более 500 проектов. Обладатель двух премий «Энни», двукратный номинант на «Эмми».
Голос Винни-Пуха и Тигры в большинстве диснеевских проектов начиная с «Новых приключений Винни-Пуха» (1988—1991). Озвучивал постоянных персонажей в мультсериалах «Чип и Дейл спешат на помощь», «Приключения мишек Гамми», «Чудеса на виражах», «Гуфи и его команда», «Чёрный Плащ», «Чокнутый», «Тасманский дьявол», «101 далматинец» и «Котопёс». Принимал участие в работе над такими полнометражными мультфильмами как «Аладдин», «Король Лев», «Покахонтас», «Балто», «Анастасия», «Шрек», «Принцесса и лягушка», «Гномео и Джульетта».

## Биография
Переехав в Новый Орлеан, он проектировал и красил карнавальные процессии, работал на речной пристани, пел и играл на барабанах в местной рок-группе.
После женитьбы переехал в Анахайм (Калифорния), где в начале 1980-х управлял видеомагазином.
В конце 1984 года дебютировал как актёр озвучивания.
У него есть две дочери от Стефани Каммингс, с которой он развёлся в 2011 году.

### Карьера
В 1988 в The Walt Disney Company стал голосом Винни-Пуха (заменил Хэла Смита), в 1990 начал озвучивать Тигру, заменив Пола Уинчелла (хотя Уинчелл иногда продолжал озвучивать Тигру до 1999). Когда у актёра Джереми Айронса (голос Шрама в фильме «Король Лев») появились проблемы с голосом во время записи песни «Be Prepared», Каммингс заменил его на оставшейся части песни.
Озвучивал Черепашек-ниндзя в первом мультсериале, «Герои мультфильмов приходят на помощь» и Teenage Mutant Ninja Turtles: Turtles in Time. Его первые пять компьютерных анимационных фильмов: «Муравей Антц», The Nuttiest Nutcracker, «Шрек», «Джимми Нейтрон, вундеркинд» и «Микки: И снова под Рождество».
В проектах The Walt Disney Company он озвучил несколько «тяжёлых» персонажей, включая «Приключения мишек Гамми» (стал голосом Колдуна Гамми (Zummi Gummi) после отказа от роли Пола Уинчелла), «Утиные истории», «Чип и Дейл спешат на помощь», «Чёрный Плащ», «Гуфи и его команда», «Чокнутый», «Гаргульи», «Мышиный дом», «Геркулес», «Горбун из Нотр-Дама» и «Покахонтас».
Голосом Каммингса говорят Минск в игре Baldur’s Gate II: Shadows of Amn и Дриззт До’Урден в игре Baldur’s Gate: Dark Alliance. Он дал голоса персонажам игр Kingdom Hearts и Clay Fighter 63⅓.
Озвучивал также и юных персонажей (Witterquick из Visionaries: Knights of the Magical Light и Glatorian Ackar из Bionicle: The Legend Reborn).

## Фильмография — озвучивание

### Телевидение
- Adventures in Odyssey — Larry Walker, King Lawrence
- Команда спасателей Капитана Планеты — Sly Sludge (эпизоды Hanna-Barbera)
- Марсупилами[англ.] — Maurice, Norman
- Приключения мишек Гамми — Zummi Gummi, Chummi Gummi
- 1984—1988 The Transformers — Астрофакел, Громкоголосый
- 1986 Дракон-полицейский[англ.] — Dragon
- 1986—1993 Perfect Strangers — дополнительные персонажи
- 1987 Визионеры, рыцари магического света[англ.] — Witterquick & the Bearer of Knowledge
- 1987—1990 Утиные истории — Эль Капитано
- 1987—1996 Черепашки мутанты ниндзя — Шреддер (озвучивает в эпизодах мини-сезона (1992—1993) «Путешествие в Европу» — Башня черепашьей cилы, Спасение Венеции", Огненное кольцо, Приключения черепашек в Ирландии, Новый меч Шреддера, Королева исчезнувшей Атлантиды, Черепашки на Восточном Экспрессе, Эйприл в затруднительном положении; и в 5 сезоне — Происшествие с мусорщиками, Наполеон Бонаквак: Болотный гигант), Кожеголовый (эпизод Сплинтер пропал), Genghis Frog (эпизоды Нашествие насекомых, Наполеон Бонаквак: Болотный гигант, Дирк Сэвидж: охотник на мутантов), Дирк Сэвидж (эпизод Дирк Сэвидж: охотник на мутантов), Dirtbag, Merlin, Drakus/Beserko, Doomquest
- 1989 Rude Dog and the Dweebs[англ.] — Satch
- 1989 Симпсоны — Duncan the Horse
- 1989—1990 Чип и Дейл спешат на помощь — Рокфор (в пятичастном пилоте и в сезоне 2), Толстопуз, профессор Нимнул, Wart the Lizard, Крыса Капоне
- 1989—1991 Динозаврик Динк[англ.] — Tubble, Fleetfoot
- 1989—1996 Байки из склепа — Judge Vic «Leave 'Em Hanging» Johnson
- 1990 — Герои мультфильмов приходят на помощь — Винни-Пух, Тигра
- 1990—1991 Виджит спешит на помощь — Megabrain
- 1990—1991 Чудеса на виражах — Дон Карнаж, Луи, Trader Moe, Ковингтон
- 1990—1992 Том и Джерри. Детские годы — Wrestling Gator (эпизод Gator, Baiter/Hoodwinked Cat/Medieval Mouse), Pirate Captain (эпизод Who Are You, Kitten?/Broadway Droopy/Pussycat Pirate), Penthouse Mouse/12 Angry Sheep/The Ant Attack
- 1990—1992 Приключения мультяшек — Papa Flea / Bedbug / Armadillo (эпизод Starting from Scratch), Melvin the Monster (эпизод Hare-Raising Night), Chef / Mike Tyson / Jack Nicholson (эпизод Hollywood Plucky), Iodizer / Elk (эпизод Mr. Popular’s Rules of Cool!), Singer (эпизод Son of the Wacko World of Sports), Singer / Knuckles Cutlet / Additional Voices (эпизод Here’s Hamton), Papa Flea / Boss Tick / TV Announcer (эпизод Flea for Your Life), Nasty Condor / Mr. Elk / Bear #2 (эпизод Toons from the Crypt)
- 1991 Где Уолли?[англ.] — рассказчик
- 1991 Пираты тёмной воды — Скориан, Айоз (2-й сезон)
- 1991—1992 Чёрный Плащ — Чёрный Плащ, Чёрный Воин, Антиплащ, Warden Waddlesworth, Герберт Мадлфут, Профессор Молиарти
- 1991—1995 Тасманский дьявол[англ.] — Таз, Buddy Boar, Bushwhacker Bob, Wendel T. Wolf
- 1992—1993 Семейка Аддамс — Lurch, Fingers
- 1992—1993 Wild West C.O.W.-Boys of Moo Mesa — Dakota Dude, Skull Duggery, Jack
- 1992—1993 Гуфи и его команда — Пит
- 1992—1994 Русалочка — Ebb the Male Crocodile
- 1992—1995 Бэтмен — Real Jekko, (серия 11 стань клоуном), Tygrus (эпизод 30 «Tyger, Tyger») и Saunders (серия 66 дом и сад)
- 1993 Adventures of Sonic the Hedgehog — Роботник и Скратч (в пилотном выпуске)
- 1993—1994 Sonic the Hedgehog — Доктор Роботник, SWATbots, Nasty Hyena member (Fed Up With Antoine)
- 1993—1994 Кро — Phil, Ogg, Murray
- 1993—1994 Коты быстрого реагирования — Mayor Manx, Feral’s Sergeant
- 1993—1994 Чокнутый — Чокнутый, Счастливчик Пикель и др.
- 1993—1995 Два глупых пса — Super Secret Secret Squirrel’s Morroco Mole
- 1993—1996 Новая жизнь Рокко — дополнительные голоса
- 1993—1998 Озорные анимашки — рассказчик
- 1993—1996 Мыши-байкеры с Марса — Deathmaster / Saddle Sore (серия 43 So Life Like) и Gerald Gruyere / Gutama Gouda (серия 57 Diet of Worms)
- 1994 Roger Rabbit’s Car Toon Spin (аттракцион в Диснейленде) — Baby Herman
- 1994 Повелитель страниц — Long John Silver
- 1994—1995 Ночная жизнь мистера Бампа[англ.] — Mister Bumpy, Destructo, Closet Monster
- 1994—1995 Аладдин — Расул
- 1994—1996 Железный человек — МОДОК (с 1 по 14, 23 и 25 по 26 серии), Whirlwind, Dreadknight, Backlash и президент Билл Клинтон
- 1994—1996 Фантастическая четвёрка (мультсериал, 1994) — Slash Curtis / 'Bull Donovan / Skink Lomas (серия 2 The Origin of the Fantastic Four: Part 2) и President Bill Clinton / Votan (серия 4 Incursion of the Skrulls)
- 1994—1996 Тик-герой — Thrakkorzog, Barry Hubris, Stalingrad, Captain Decency, Mister Mental, Multiple Santa, Leonardo Da Vinci
- 1994—1997 Дакмен[англ.] — Big Jack Mcbastard
- 1994—1997 Гаргульи — Dingo (эпизоды The Thrill of the Hunt, Leader of the Pack, Walkabout and Upgrade), Hunter episode City of Stone: Part One, Gillecomgain episode City of Stone: Part 2, Matrix episode Walkabout, Mr. Acme episode Vendettas, Gillecomgain’s Father / Thug #3 / Man episode Hunter’s Moon: Part One, Hugo episode Broadway Goes to Hollywood, Bum / Security Guard 1 / Isaiah episode A Bronx Tail, Cop 1 / Street Person 1 / Sergeant episode And Justice for All, Dr. Nexus / Lead Cop / Bodyguard 1 episode To Serve Mankind and Business Man / Male Commuter 1 / Cop 1 episode Angels in the Night
- 1995—1998 Человек-паук — Шокер (серии 9-10, 14-15, 47 и 54-57), Хамелеон, Man-Spider (серии 21-22 и 64-65)
- 1995—1998 Пинки и Брейн — Punk (Эпизод Of Mouse and Man), The Mist (Эпизод Pinky & the Fog/Where No Mouse Has Gone Before/Cheese Roll Call), Fred Floppel (Эпизод Brainania), Innkeeper (Эпизод Ambulatory Abe/The Mouse of La Mancha), V / O #1 (Эпизод Brain’s Song), Saran (Эпизод A Little Off the Top/Megalomaniacs Anonymous), Chuck (Эпизод The Mummy/Robin Brain) и Orson Welles (Эпизод Whatever Happened to Baby Brain/Just Say Narf)
- 1995—1996 Червяк Джим — Psycrow, Bob the Killer Goldfish и др.
- 1995—1996 The Hot Rod Dogs and Cool Car Cats — Scarhood.
- 1995—1996 Король лев: Тимон и Пумба — Ed, Cheetato, Smolder the Bear, Pumbaa’s Uncle Borris, Bruce the Blue Crab, Eddie the Pink Snake, Additional Voices
- 1995—1997 Маска[англ.] — Doyle (Lieutenant Kellaway’s partner), Kablamus и др.
- 1995—1997 The Twisted Tales of Felix the Cat
- 1995—1997 Фриказоид! — сенатор Janos Ivnovels
- 1995—2002 Сильвестр и Твити: Загадочные истории — Moo Goo Guy Pan, Sam Ficus
- 1996 Project G.e.e.K.e.R. — Mister Moloch and Will Dragonn
- 1996—1997 Невероятный Халк (мультсериал, 1996) — Карл Кришер / Поглотитель (серия 17 меня называет мистер нет проблем)
- 1996 Жизнь с Луи — Wacky Wave Operator (эпизод A Fair to Remember), Smitty (эпизод Born a Rambler Man)
- 1996 Кряк-Бряк — дополнительные голоса
- 1996—1997 Road Rovers — General Parvo
- 1996—1998 Детёныши джунглей[англ.] — Kaa, Fred, Jed
- 1996—1999 На замену — Various
- 1996—2000 Приключения из книги добродетелей[англ.] — Aristotle
- 1996—2003 Лаборатория Декстера — Красный Глаз (в Фотофинише)
- 1997—1999 101 далматинец — Colonel, Mayor Ed Pig, Джаспер
- 1997—1999 Коровка и Петушок — дополнительные голоса
- 1997—2000 Пеппер Энн[англ.] — Mr. Carter (Pepper Ann’s science teacher) and some one-shot characters
- 1997—2010 Царь горы — C. Everett Koop, Pops Papacito, Mark McJimsey, Salesman, Bounty Hunter, Jimmy Helstrom
- 1998 Вторжение в Америку[англ.] — Major Lomack
- 1998—1999 Секретные материалы псов-шпионов — Bald Spokesperson, Flea Leader, Von Rabie, Catastrophe
- 1998—2001 Новые приключения Винни-Пуха — Винни-Пух, Тигра
- 1998—2002 Котопёс — Cat
- 1998—2005 Суперкрошки — Fuzzy Lumpkins
- 1998—2009 ChalkZone — Skrawl
- 1999 Вуди Вудпеккер[англ.] — различные
- 1999—2000 Mickey Mouse Works — Pete, Humphrey the Bear
- 1999—2002 Кураж - трусливый пёс — The Great Fusilli
- 2000—2001 Приключения Базза Лайтера из звёздной команды[англ.] — Senator Aarrfvox
- 2000—2001 Субботним вечером в прямом эфире — Papa Smurf, Gargamel (TV Funhouse sketch)
- 2000—2005 Приключения Джеки Чана — Hak Foo (1-й сезон)
- 2001 The Looney Tunes Show — Тасманский дьявол
- 2001—2003 The Book of Pooh — Винни-Пух, Тигра
- 2001—2003 Легенда о Тарзане — Tantor, Merkus
- 2001—2003 Мышиный дом — Пит, Хамфри Медведь, Король Луи, Большой Злой Волк, цензурные мартышки, Эд, Тигруля, Винни-Пух, Горилла, Каа, Расул, Tiki Masks, Хорьки, Зик, Чеширский кот, Рокфор, мистер Сторк, Джаспер, Полковник Хатхи, Сирил, Отто, Shun Gun, Бумер, Porcupine, церковная мышь, Deacon Owl, Gideon, Colonel, Цветочек (взрослый), Сир Эктор, King Duke, Doc
- 2001—2010 Волшебные родители — дополнительные голоса
- 2002—2004 Оззи и Дрикс[англ.] — Chief Gluteus
- 2002—2005 Что новенького, Скуби-Ду? — Cyrus T. Buford, Crawdad Mike, Broderick Bosepheus
- 2002—2006 Приключения Джимми Нейтрона, мальчика-гения — Mayor Quadar, Ultra Lord, Cap’n Betty, Atilla The Hun
- 2002—2010 Cyberchase — Mr. Zero («A World Without Zero»)
- 2003 Город тачек[англ.]
- 2003—2006 Юные Титаны[англ.] — Master of Games and Wildebeest («Winner Take All»)
- 2003—2008 Ужасные приключения Билли и Мэнди — Nasalmancer, Biker,Additional Voices
- 2004 Бэтмен — Temblor
- 2004—2006 Чародейки — Tridart, Harold Hale, Zacharias
- 2005 Робоцып — Morton, Doctor, Lex Luthor
- 2006 Любопытный Джордж[англ.] — Chef Pisghetti; Jumpy Squirrel; Mister Quint
- 2006 Клуб Микки Мауса — Pete, Humphrey the Bear, Frog, Sparky, Clyde
- 2007—2008 Анималия — Dagmont Dragon
- 2007—2010 Мои Друзья Тигруля и Винни[англ.] — Винни-Пух, Тигра, Beaver
- 2007—2010 Чаудер — Alligator
- 2008—2013 Звёздные войны: Войны клонов — Хондо Онака
- 2008 Пингвины из Мадагаскара — Ridiculously Deep and Chrome Claw в «Dr. Blowhole’s Revenge»
- 2008—2008 Команда нашего двора — Vin Moosk (русский голос)
- 2008—2009 Новые приключения Человека-Паука — Crusher Hogan
- 2009 Фанбой и Чам-Чам — Professor Flan
- 2009 Рождественский Мадагаскар — Lead Reindeer
- 2009—2011 Отряд супергероев[англ.] — Thanos (2 сезон)
- 2010 Скуби-Ду! Корпорация загадка[англ.] — Captain Caveman
- 2010 Планета Шина — Ultra Lord (1й эпизод: Cutting the Ultra-Cord)
- 2013 Бен 10 Омниверс — Вэкс
- 2015 Звёздные войны: Повстанцы — Хондо Онака
- 2017—2019 Утиные истории — Джим Дроздлинг / Антиплащ (первый Чёрный Плащ)

### Фильмы
| Год  | Название                                              | Роль                                                                    |
| ---- | ----------------------------------------------------- | ----------------------------------------------------------------------- |
| 1986 | Небесный замок Лапута                                 | General                                                                 |
| 1987 | Малыши из мусорного бачка                             | Greaser Greg, Nat Nerd                                                  |
| 1988 | Скуби-Ду и упорный оборотень                          | Frankenstein/Skull Head/Gengis Kong                                     |
| 1988 | Кто подставил кролика Роджера                         | Bullet #2                                                               |
| 1989 | Русалочка                                             | дополнительные голоса                                                   |
| 1990 | Raisins: Sold Out!: The California Raisins II         |                                                                         |
| 1990 | Маленький отважный паровозик Тилли                    | Billy Threeclaws                                                        |
| 1992 | Boris and Natasha: The Movie                          | Microchip Narrator                                                      |
| 1992 | Аладдин                                               | Расул/Фарук                                                             |
| 1994 | Юнга                                                  | Cupcake                                                                 |
| 1994 | Возвращение Джафара                                   | Расул                                                                   |
| 1994 | Король Лев                                            | Эд / Шрам (вокал) / гофер                                               |
| 1994 | Повелитель страниц                                    | Long John Silver                                                        |
| 1995 | Смертельная битва                                     | Shang Tsung                                                             |
| 1995 | Каникулы Гуфи                                         | Пит                                                                     |
| 1995 | Покахонтас                                            | Chief Powhatan/Kekata                                                   |
| 1995 | Балто                                                 | Steele                                                                  |
| 1996 | Зигфрид и Рой                                         | Дополнительные голоса                                                   |
| 1996 | Аладдин и король разбойников                          | Расул                                                                   |
| 1996 | Очередной переезд Эда                                 |                                                                         |
| 1996 | Все псы попадают в рай 2                              | Jingles                                                                 |
| 1996 | Горбун из Нотр-Дама                                   | Guards/Gypsies                                                          |
| 1997 | Геркулес                                              | Nessus the River Centaur/Pot Maker/Tall Thebian/Elderly Thebian         |
| 1997 | Великое путешествие Пуха: В поисках Кристофера Робина | Винни-Пух / рык скулозавров                                             |
| 1997 | Красавица и Чудовище: Чудесное Рождество              | дополнительные голоса                                                   |
| 1997 | Анастасия                                             | Распутин (исполнение песен)                                             |
| 1998 | Волшебный мир Бель                                    | дополнительные голоса                                                   |
| 1998 | Отважный маленький тостер: Путешествие на Марс        | Singer                                                                  |
| 1998 | Солдатики                                             | Ocula                                                                   |
| 1998 | Покахонтас 2                                          | King James/Chief Powhatan                                               |
| 1998 | Расти: Великий спасатель                              | дополнительные голоса                                                   |
| 1998 | Скуби-Ду на Острове Мертвецов                         | Jacques/Morgan Moonscar                                                 |
| 1998 | Муравей Антц                                          | дополнительные голоса                                                   |
| 1998 | Король Лев 2: Гордость Симбы                          | Шрам / дополнительные голоса                                            |
| 1998 | Бэйб: Поросёнок в городе                              | Пеликан                                                                 |
| 1999 | Тарзан                                                | дополнительные голоса                                                   |
| 1999 | Щелкунчик — принц орехов                              | Uncle Drosselmeier/Gramps                                               |
| 1999 | Винни-Пух: Время делать подарки                       | Винни-Пух / Тигра                                                       |
| 1999 | Микки: Однажды под Рождество                          | Пит/Почтальон                                                           |
| 2000 | Приключения Тигрули                                   | Тигра / Винни-Пух                                                       |
| 2000 | Неисправимый Гуфи                                     | Пит                                                                     |
| 2000 | Дорога на Эльдорадо                                   | Hernán Cortés/дополнительные голоса                                     |
| 2000 | Aladdin and the Adventure of All Time                 | дополнительные голоса                                                   |
| 2000 | Титан: После гибели Земли                             | Chowquin                                                                |
| 2000 | Tweety’s High-Flying Adventure                        | Taz/Rocky/Yosemite Sam/Cool Cat/Shropshire Slasher/Casino Cat/Policeman |
| 2000 | Приключения Санта Клауса                              | Old Santa Claus                                                         |
| 2000 | Котопёс: Великая тайна родителей                      | Кот                                                                     |
| 2001 | Леди и Бродяга 2                                      | Tony                                                                    |
| 2001 | Земля до начала времён 7: Камень Холодного Огня       | Sierra                                                                  |
| 2001 | Шрек                                                  | Капитан стражи                                                          |
| 2001 | Атлантида: Затерянный мир                             | дополнительные голоса                                                   |
| 2001 | Джимми Нейтрон, вундеркинд                            | Ultra Lord/Mission Control/General                                      |
| 2002 | Питер Пэн 2: Возвращение в Нетландию                  | дополнительные голоса                                                   |
| 2002 | Горбун из Нотр-Дама II                                | Archdeacon                                                              |
| 2002 | Том и Джерри: Волшебное кольцо                        | Butch Dog                                                               |
| 2002 | Тарзан и Джейн                                        | Tantor                                                                  |
| 2002 | Дом злодеев. Мышиный дом                              | Big Bad Wolf/Kaa/Ed                                                     |
| 2002 | Винни Пух: Рождественский Пух                         | Винни-Пух / Тигра                                                       |
| 2003 | 101 далматинец 2: Приключения Патча в Лондоне         | дополнительные голоса                                                   |
| 2003 | Книга джунглей 2                                      | Kaa/Colonel Hathi/M.C. Monkey                                           |
| 2003 | Большой фильм про Поросёнка                           | Винни-Пух, Тигра                                                        |
| 2003 | Синдбад: Легенда семи морей                           | Luca/дополнительные голоса                                              |
| 2004 | Книга комиксов                                        | Dr. Cedric Perview                                                      |
| 2004 | Король Лев 3: Хакуна матата                           | Эд                                                                      |
| 2004 | Винни-Пух: Весенние денёчки с малышом Ру              | Винни-Пух, Тигра                                                        |
| 2004 | Jimmy Neutron: Win, Lose and Kaboom                   | Gen. Abercrombie/Brain #2/Mayor Quadar                                  |
| 2004 | Три мушкетёра: Микки, Дональд и Гуфи                  | Пит, капитан королевских мушкетёров, изменщик                           |
| 2004 | Микки: И снова под Рождество                          | Blitzen                                                                 |
| 2005 | Винни и Слонотоп                                      | Винни-Пух, Тигра                                                        |
| 2005 | Винни-Пух и Слонотоп: Хэллоуин                        | Винни-Пух, Тигра                                                        |
| 2006 | Всем хана!                                            | Harry Bottoms/Guy Kirk/Narrator                                         |
| 2006 | Братец медвежонок 2: Лоси в бегах                     | Chilkoot/Bering                                                         |
| 2006 | Bah, Humduck! A Looney Tunes Christmas                | Таз/Gossamer                                                            |
| 2006 | Лис и охотничий пёс 2                                 | Waylon/Floyd/дополнительные голоса                                      |
| 2007 | Хеллбой: Кровь и металл                               | Tom Manning                                                             |
| 2007 | Черепашки-ниндзя                                      | дополнительные голоса                                                   |
| 2007 | Би Муви: Медовый заговор                              | Title Narrator and Graduation Announcer                                 |
| 2007 | Фильм о Пухе — рождественском супер сыщике            | Винни-Пух, Тигра                                                        |
| 2008 | Русалочка: Начало истории Ариэль                      | Король Тритон, Shelbow                                                  |
| 2008 | Космос: Территория смерти                             | Captain Mathius/Farum                                                   |
| 2008 | The Powerpuff Girls Rule!                             | Fuzzy Lumpkins                                                          |
| 2009 | Мои друзья Тигруля и Винни: Мюзикл волшебного леса    | Винни-Пух / Тигра / Бобёр                                               |
| 2009 | Бионикл: Легенда возрождается                         | Ackar                                                                   |
| 2009 | Принцесса и лягушка                                   | Ray                                                                     |
| 2010 | My Friends Tigger & Pooh: Super Duper Super Sleuths   | Винни-Пух, Тигра                                                        |
| 2011 | Гномео и Джульетта                                    | Featherstone                                                            |
| 2011 | Приключения маленького паровозика                     | Rusty                                                                   |
| 2011 | Медвежонок Винни и его друзья                         | Винни-Пух, Тигра                                                        |
| 2018 | Кристофер Робин                                       | Винни-Пух, Тигра                                                        |

## Игры
| Год  | Название                                       | Роль                                                                             |
| ---- | ---------------------------------------------- | -------------------------------------------------------------------------------- |
| ?    | Animaniacs                                     | Сам себя, Радио                                                                  |
| ?    | Серия игр Army Men                             | Все голоса кроме женских                                                         |
| ?    | Серия игр Baldur’s Gate                        | Минск, Firkraag, Gorion, Tazok, Abazigal, Gromnir Il-Khan, Demogorgon            |
| ?    | Серия игр Kingdom Hearts                       | Пит, Винни-Пух, Тигра, Эд, судья Клод Фролло                                     |
| 1990 | Ys: Book I&II                                  | Dalles                                                                           |
| 1991 | Teenage Mutant Ninja Turtles: Turtles in Time  | Кожеголовый и Шреддер                                                            |
| 1994 | Quest for Glory: Shadows of Darknes            | Boris, Hans                                                                      |
| 1996 | Toonstruck                                     | Feedback, B.B. Wolf, Dough, Snout, Seedy, Warp                                   |
| 1997 | ClayFighter 63⅓                                | Bad Mr. Frosty, Houngan, Sumo Santa                                              |
| 1997 | Fallout                                        | The Master, Set, Gizmo                                                           |
| 1997 | The Lost Vikings 2                             | Olaf the Stout, Tomator                                                          |
| 2000 | Icewind Dale                                   | Arundel, Hrothgar, дополнительные голоса                                         |
| 2000 | Mickey's Speedway USA                          | Пит                                                                              |
| 2002 | Disney's Magical Mirror Starring Mickey Mouse  | Title Narrator, Mysterious Ghost, «Spooky Voice», Handy Hand                     |
| 2007 | Clive Barker's Jericho                         | Arnold Leach                                                                     |
| 2007 | Looney Tunes: Acme Arsenal                     | Таз                                                                              |
| 2009 | Dragon Age: Origins                            |                                                                                  |
| 2009 | Marvel: Ultimate Alliance 2                    | Тор                                                                              |
| 2010 | Alpha Protocol                                 | Conrad Marburg                                                                   |
| 2010 | Epic Mickey                                    | Пит (как Small Pete, Big Bad Pete, Petetronic и Pete Pan)                        |
| 2010 | Lara Croft and the Guardian of Light           | Totec, Lara’s Partner, Xolotl                                                    |
| 2010 | Marvel Super Hero Squad: The Infinity Gauntlet | Thanos                                                                           |
| 2010 | Mass Effect 2                                  | Urdnot Wreav, Patriarch, Normandy crew member, Cerberus scientist                |
| 2010 | Spider-Man: Shattered Dimensions               | Крэйвен-охотник, Гоблин, Tinkerer                                                |
| 2010 | Splatterhouse                                  | The Terror Mask                                                                  |
| 2011 | Nicktoons MLB                                  | Ultra Lord                                                                       |
| 2011 | The Elder Scrolls V: Skyrim                    | Thadgeir, Olfrid Battle-Born, Vignar Gray-Mane, Logrulf the Willful, Festus Krex |